# Chelonogastra disciventris
Chelonogastra disciventris är en stekelart som först beskrevs av Günther Enderlein 1920.  Chelonogastra disciventris ingår i släktet Chelonogastra och familjen bracksteklar. Inga underarter finns listade i Catalogue of Life.